# 旭川サイクリングロード
旭川サイクリングロード（あさひかわサイクリングロード）は、旭川市と深川市を結ぶ、旭川市が管理するサイクリングロード。1970年完成。

## 路線状況
- 起点 - 旭川市川端町7条10丁目[1] 旭西橋
- 終点 - 深川市納内町 神納橋[1]
- 路線延長 - 19.37 Km[1]
  - 起点より旭川市近文町25までは、石狩川右岸の堤防を利用している。
  - 旭川市近文町25より終点までは、旧国鉄函館本線の廃線跡を利用している。
- 開設期間 - 5月1日から10月31日まで
- 通行止め
  - 伊納ゲートから神居古潭ゲートの間は、2010年の落石事故以降通行止めとなっている。迂回路は、国道12号である。

## 沿線
- 旭西橋
- ウッペツ川
- オサラッペ川
- 江丹別川
- 北邦野草園
- 江神橋
- 旭川市春日青少年の家
- 旧JR北海道伊納駅
  - 2021年3月13日廃止
  - 旧国鉄時代のホーム跡が一部残っている。
- 神竜頭首工
- 春志内休憩所
  - 旧国鉄函館本線旧線の春志内信号場跡を利用している。

- 旧神居古潭駅舎 サイクリングロード休憩所[1]
  - 旧国鉄函館本線旧線の神居古潭駅跡。
  - 復元された駅舎がサイクリングロードの休憩所となっている[1]
  - 相対式のホームが残っており、構内には3両の蒸気機関車が静態保存されている。
- 神居岩
  - ロッククライミングの名所
- 神居古潭の奇岩と遺跡群
  - 神居古潭の峡谷は、旭川でも有数の景勝地であり、付近には、甌穴群や竪穴建物跡などが残る。